# Потапов, Александр Сергеевич
Алекса́ндр Серге́евич Пота́пов (14 июня 1941, Москва — 8 ноября 2014, там же) — советский и российский актёр театра и кино. Народный артист РСФСР (1990).

## Биография
Родился 14 июня 1941 года в Москве, в семье военнослужащего. C детства страдал сильным заиканием и всю жизнь боролся c этим нарушением речи. Учился в Суворовском училище.
В 1962 году окончил Высшее театральное училище имени М. С. Щепкина. По окончании училища был принят в труппу Малого театра. Приглашался Товстоноговым в Большой драматический театр, но решил остаться в Москве.
Увлекался путешествиями. Автолюбитель с 50-летним стажем. В свободное время любил читать русскую классику, историческую и мемуарную литературу, слушать русскую народную музыку, романсы. Выделял творчество артистов старого советского кино и артистов Малого театра, особенно И. В. Ильинского, а также режиссёров Б. А. Бабочкина и Б. И. Равенских. Являлся мастером спорта международного класса по плаванию.
Преподавал актёрское мастерство в Высшем театральном училище (институте) им. М. С. Щепкина.
Ежегодно в течение последних 15 лет своей жизни вёл «Чеховские вечера» в домике А. П. Чехова в Ялте.
Скоропостижно скончался во сне из-за остановки сердца 8 ноября 2014 года. Похоронен на Троекуровском кладбище.

## Семья
- Отец — Сергей Потапов.
- Мать — Раиса Калинина.
- Брат — Владимир Потапов, военный врач.
- Сыновья — Сергей Потапов (реставратор живописи), Владимир Потапов (юрист).
- Внуки — Потапов Николай Сергеевич (род. 2000), Потапова Ульяна Сергеевна (род. 2004), Потапова Анастасия Владимировна (род. 2007), Потапов Александр Сергеевич (род. 2009), Потапов Ярослав Владимирович (род. 2009), Потапова Анна Сергеевна (род. 2011).
- Вдова — Наталья Кашина.
- Первая супруга — Елена Шестакова (род. 1949).

Последние годы провёл в счастливом браке со второй супругой, много гастролировал, принимал участие в светских мероприятиях, давал интервью.

## Признание и награды
- заслуженный артист РСФСР (4 ноября 1974 года)
- Государственная премия РСФСР имени братьев Васильевых (1984) — за роль Терентия Шленкина во втором фильме героической кинодилогии «Приказ: перейти границу» (1982)
- народный артист РСФСР (26 февраля 1990 года)
- заслуженный артист Автономной Республики Крым (7 сентября 2009 года) — за многолетний добросовестный труд, высокий профессионализм, развитие международных культурных связей и в связи с 10-летием со дня основания Международного телекинофорума «Вместе»[6]
- премия Мэрии Москвы в области литературы и искусства (9 августа 1993 года) — создателям спектакля «Горячее сердце» А. Н. Островского в Государственном академическом Малом театре[7]
- орден Почёта (25 октября 1999 года) — за большой вклад в развитие отечественной театральной культуры и в связи со 175-летием Государственного академического Малого театра России[8]
- орден Дружбы (3 сентября 2006 года) — за большой вклад в развитие отечественного театрального искусства и многолетнюю плодотворную деятельность[9].
- премия Правительства Российской Федерации 2006 года в области культуры (14 декабря 2006 года) — за спектакль по пьесе А. Н. Островского «На всякого мудреца довольно простоты»[10]
- памятная медаль Министерства культуры РФ «150-летие А. П. Чехова» (2011 года)[11]
- Орден «Содружество» (16 апреля 2015 года, Межпарламентская ассамблея СНГ, посмертно) — за активное участие в проведении международного телекинофорума «Вместе», вклад в укрепление дружбы между народами государств — участников Содружества Независимых Государств[12].
- Почётный знак «За заслуги в развитии культуры и искусства» (17 апреля 2014 года, Межпарламентская ассамблея СНГ) — за значительный вклад в формирование и развитие общего культурного пространства государств — участников Содружества Независимых Государств, в реализацию идей сотрудничества в сфере культуры и искусства, воспитание, подготовку творческих кадров[13].
- беломраморная звезда на знаменитой набережной в Ялте (август 2014 года)

## Творчество

### Театральные работы
- 02.09.1962 — солдат «Порт-Артур» И. Ф. Попова, А. Н. Степанова (ввод)
- 03.09.1962 — грум «Ярмарка тщеславия» В. Теккерея (ввод)
- 09.09.1962 — дружинник «Весенний гром» Д. И. Зорина (ввод)
- 23.09.1962 — колхозник «Крылья» А. Е. Корнейчука (ввод)
- 25.09.1962 — лакей «Гроза» А. Н. Островского (ввод)
- 28.10.1962 — фабричный «Сердце не камень» А. Н. Островского (ввод)
- 06.11.1962 — 2-й конвойный «Любовь Яровая» К. А. Тренева (ввод)
- 06.11.1962 — матрос-сигнальщик «Порт-Артур» И. Ф. Попова, А. Н. Степанова (ввод)
- 07.11.1962 — летчик «Иван Рыбаков» В. М. Гусева (ввод)
- 16.11.1962 — военный «Ярмарка тщеславия» В. Теккерея (ввод)
- 23.11.1962 — 4-й понтер «Маскарад» М. Ю. Лермонтова (ввод)
- 10.01.1963 — маляр «Волки и овцы» А. Н. Островского (ввод)
- 26.05.1963 — охранник «Деньги» А. В. Софронова (ввод)
- 01.09.1963 — юноша «Нас где-то ждут» А. Н. Арбузова (ввод)
- 15.09.1963 — декабрист; танцующий «Горе от ума» А. С. Грибоедова (ввод)
- 17.09.1963 — городовой в суде «Живой труп» Л. Н. Толстого (ввод)
- 30.11.1963 — Тоффоло «Бабьи сплетни» К.Гольдони (премьера)
- 25.02.1964 — 2-й клерк «Госпожа Бовари» Г. Флобера (ввод)
- 25.03.1964 — студент «Дачники» М. Горького (ввод)
- 04.04.1964 — слуга в игорном доме «Маскарад» М. Ю. Лермонтова (ввод)
- 18.04.1964 — Уилки «Человек из Стратфорда» С. И. Алешина
- 08.01.1965 — столяр «Волки и овцы» А. Н. Островского (ввод)
- 13.02.1965 — лакей Репетилова «Горе от ума» А. С. Грибоедова (ввод)
- 19.03.1965 — молодой лакей «Умные вещи» С. Я. Маршака (премьера)
- 24.03.1966 — слуга трактирный «Ревизор» Н. В. Гоголя (премьера)
- 18.06.1966 — Николай Чумаков «Твой дядя Миша» Г. Д. Мдивани (премьера)
- 04.11.1966 — Сергей Померанцев «Сын» А. В. Софронова (премьера)
- 21.02.1967 — матрос «Оптимистическая трагедия» В. Вишневского (премьера)
- 04.11.1967 — солдат «Джон Рид» Е. Симонова (ввод)
- 30.03.1968 — жених «Власть тьмы» Л. Н. Толстого (ввод)
- 03.05.1968 — Яков «Старик» М. Горького (премьера)
- 18.06.1968 — «Медведь» «Криминальное танго» Э. Ранета (ввод)
- 05.12.1970 — Васька «Инженер» Е.Каплинской (премьера)
- 29.01.1971 — полицейский «Ярмарка тщеславия» В. Теккерея (ввод)
- 01.04.1971 — Капитон Иванович «Растеряева улица» по Г. И. Успенскому (ввод)
- 23.05.1971 — молодой матрос «Признание» С. А. Дангулова (ввод)
- 21.05.1972 — Ефимов «Фальшивая монета» М. Горького (премьера)
- 11.03.1973 — Чёрный портной «Умные вещи» С. Я. Маршака (ввод)
- 20.05.1973 — Иван «Конек-горбунок» П. П. Ершова (премьера)
- 21.05.1973 — Тишка «Свадьба Кречинского» А. В. Сухово-Кобылина (ввод)
- 29.05.1973 — царский стремянный «Царь Федор Иоаннович» А. К. Толстого (премьера)
- 04.02.1974 — Мишка Зевин «Летние прогулки» А. Д. Салынского (премьера)
- 24.04.1975 — Ильин «Русские люди» К. М. Симонова (премьера)
- 02.11.1975 — старый солдат «Признание» С.Дангулова (ввод)
- 07.12.1975 — Ипполит «Не все коту масленица» А. Н. Островского (ввод)
- 23.02.1976 — Заур «Мезозойская история» М. И. Ибрагимбекова (ввод)
- 18.02.1977 — Хассан «Заговор Фиеско в Генуе» Ф.Шиллера (премьера)
- 06.12.1977 — Швандя «Любовь Яровая» К. А. Тренёва (ввод)
- 21.11.1978 — Гранатуров «Берег» Ю. В. Бондарева (премьера)
- 08.05.1980 — Краюхин «Вызов» Г. М. Маркова, Э.Шима (премьера)
- 23.02.1981 — Макаров «Целина» по книге Л. И. Брежнева (премьера)
- 02.01.1983 — Морщихин «Картина» Д. А. Гранина (премьера)
- 29.12.1984 — Соляник «Рядовые» А. Дударева (премьера)
- 15.12.1986 — Терамен «Федра» Ж. Расина (ввод)
- 25.09.1987 — Молочков «Игра» Ю. В. Бондарева (премьера)
- 20.06.1988 — Иван «Иван» А.Кудрявцева (ввод)
- 30.12.1988 — Лопахин «Вишнёвый сад» А. П. Чехова (ввод)
- 03.06.1989 — Джейк Летта «Ночь игуаны» Т. Уильямса (премьера)
- 10.06.1989 — Красавин «Дети Ванюшина» С. А. Найденова (ввод)
- 23.12.1991 — Готшальк «Кетхен из Хайльбронна» Г. Клейста (премьера)
- 22.11.1991 — Авдеев «И аз воздам» С.Кузнецова (ввод)
- 26.04.1992 — Вартимей «Царь Иудейский» К. Романова (премьера)
- 08.03.1992 — Скотинин «Недоросль» Д. И. Фонвизина (ввод)
- 24.10.1992 — Афанасий Матвеевич «Дядюшкин сон» Ф. М. Достоевского
- 15.12.1992 — Голубь, отец «Царь Федор Иоаннович» А. К. Толстого (ввод)
- 27.12.1992 — Аристарх «Горячее сердце» А. Н. Островского (премьера)
- 14.01.1993 — Медведев «И аз воздам» С.Кузнецова (ввод)
- 17.12.1992 — начальник станции «Вишнёвый сад» А. П. Чехова (ввод)
- 15.12.1994 — Луп-Клешнин «Царь Федор Иоаннович» А. К. Толстого (ввод)
- 20.09.1995 — Вяземский «Царь Петр и Алексей» Ф. Горенштейна (ввод)
- 13.01.1996 — Луп-Клешин «Царь Борис» А. К. Толстого (ввод)
- 13.04.1996 — Зубарев «Дикарка» А. Н. Островского, Н. Я. Соловьева (ввод)
- 14.09.1996 — Симеонов-Пищик «Вишнёвый сад» А. П. Чехова (ввод)
- 11.09.1997 — Муромский «Свадьба Кречинского» мюзикл по пьесе А. В. Сухово-Кобылина (премьера)
- 06.03.1998 — Восмибратов «Лес» А. Н. Островского (премьера)
- 24.03.1999 — Монс Нильссон «Король Густав Васа» А.Стриндберга (премьера)
- 09.09.2000 — Шамраев «Чайка» А. П. Чехова (ввод)
- 18.04.2001 — Лебедев «Иванов» А. П. Чехова (премьера)
- 05.10.2002 — Мамаев «На всякого мудреца довольно простоты» А. Н. Островского (премьера)
- 17.11.2004 — Чубуков «Свадьба, свадьба, свадьба!» по произведениям А. П. Чехова (премьера)
- 06.10.2006 — Городничий, «Ревизор» Н. В. Гоголя, режиссёр Ю. М. Соломин (премьера)
- 26.12.2007 — Митрич, «Власть тьмы» Л. Н. Толстого, режиссёр Ю. М. Соломин (премьера)

### Фильмография
- 1959 — Мечты сбываются — молодой рабочий (нет в титрах)
- 1960 — Прыжок на заре — эпизод (нет в титрах)
- 1961 — У крутого яра — колхозник
- 1963 — Крепостная актриса — Митька
- 1963 — Полустанок — Иван
- 1965 — Верность — Мурга
- 1966 — Королевская регата — Тарас
- 1967 — Случай в гостинице — Толстяк
- 1967 — Запомним этот день — Сашка
- 1968 — Нейтральные воды
- 1970 — Шаг с крыши — неандерталец Тур
- 1972 — Сибирячка — Константин Авдонин
- 1973 — Заячий заповедник
- 1974 — Любовь земная — Никита Бобок
- 1975 — Афоня — сотрудник ЖЭКа
- 1975 — Возвращение (телеспектакль) — Пётр Васильевич Крупицын, помещик
- 1975 — Мальчик со шпагой — отец Серёжи Каховского, Владимир
- 1975 — Долгие вёрсты войны — Орлов
- 1976 — Деревня Утка — Альберт
- 1976 — В одном микрорайоне (телеспектакль) — шофер Юраш
- 1977 — Судьба — Никита Бобок
- 1978 — Сибириада — Пётр Соломин
- 1978 — Мятежная баррикада
- 1979 — Экипаж — Анатолий, муж бывшей жены Ненарокова
- 1980 — Осенних дней очарованье — коллекционер
- 1980 — Однажды двадцать лет спустя — Валера, одноклассник с молочного комбината
- 1980 — Альманах сатиры и юмора
- 1981 — Приказ: огонь не открывать — Терентий Шлёнкин
- 1982 — Приказ: перейти границу — Терентий Шлёнкин
- 1982 — Взять живым — Григорий Куржаков
- 1983 — Дело за тобой — Семен Тарасович
- 1984 — Миргород и его обитатели — Григорий Григорьевич Сторченко
- 1984 — Первая конная — Пашка
- 1984 — Тихие воды глубоки — Пётр Азоркин
- 1986 — 55 градусов ниже нуля — Анатолий Алексеевич, секретарь обкома
- 1987 — Акселератка — Назаров
- 1988 — Этот фантастический мир. 14-й выпуск, «Умение кидать мяч» — Андрей Захарович, тренер
- 1989 — Авария — дочь мента — Николай, милиционер
- 1989 — Во бору брусника — командировочный
- 1990 — Пленник земли — Аверьянов
- 1991 — Люми — Янис
- 1992 — Телохранитель — Орешкин
- 1992 — Игра всерьёз — подполковник милиции Валиулин Валентин Сергеевич
- 1993 — Золото партии — Орешкин
- 1993 — Серые волки — С. Н. Хрущёв
- 1993 — Настя — Максим Петрович, начальник ЖЭКа
- 1995 — Любить по-русски — Егоров, председатель колхоза
- 2000 — Женщин обижать не рекомендуется — старик
- 2000 — Тайны дворцовых переворотов. Фильм 1. Завещание императора — Репнин
- 2001 — Марш Турецкого — Генеральный прокурор Российской Федерации
- 2003 — Спас под березами, 7 серия — Барашкин
- 2006 — На реке Девице
- 2009 — Чудо — Н. С. Хрущёв
- 2011 — Жуков — Н. С. Хрущёв
- 2013 — Убить Сталина — Николай Сергеевич Ордынцев, актёр